# Izborna prijevara
Izborna prijevara označava dodavanje, oduzimanje i brisanje glasova ili krivotvorenje na drugi način ishod izbora ili glasovanja. Svrha je utjecaj na rezultat izbora. 
Može biti i zastrašivanje ili podmićivanje birača, do prijavljivanje lažnih birača, uništavanja ili krivotvorenje glasačkih listića, te objavljivanja lažnih izbornih rezultata. 
Izborna prijevara kazneno je djelo u Hrvatskoj.

## Vanjske poveznice
- Izbori.hr  Arhivirana inačica izvorne stranice od 9. veljače 2016. (Wayback Machine)